# Sentier de grande randonnée 636
Le sentier de grande randonnée 636 (GR 636) relie Monbazillac (Dordogne) à Lacapelle-Biron (Lot-et-Garonne). Il ne traverse que ces deux départements.

## Tracé
Le GR 636 démarre en Dordogne, sur la commune vigneronne de Monbazillac, où il diverge du GR 6 près du lieu-dit Bernasse et fait alors tronçon commun avec le GR 654. Il passe devant le château de Bridoire à Ribagnac.
Il change de département après la commune de Plaisance en entrant sur celle de Saint-Quentin-du-Dropt en Lot-et-Garonne. Il franchit le Dropt et pénètre ensuite dans le bourg de Castillonnès. Sur la commune de Lougratte, le tronçon commun avec le GR 654 cesse, celui-ci continuant vers Cancon au sud alors que le GR 636 oblique vers l'est et Montaut. Il traverse la bastide de Monflanquin, l'un des plus beaux villages de France, puis Gavaudun, et se termine au cœur du village de Lacapelle-Biron, au croisement avec le GR 36.

## Galerie de photos

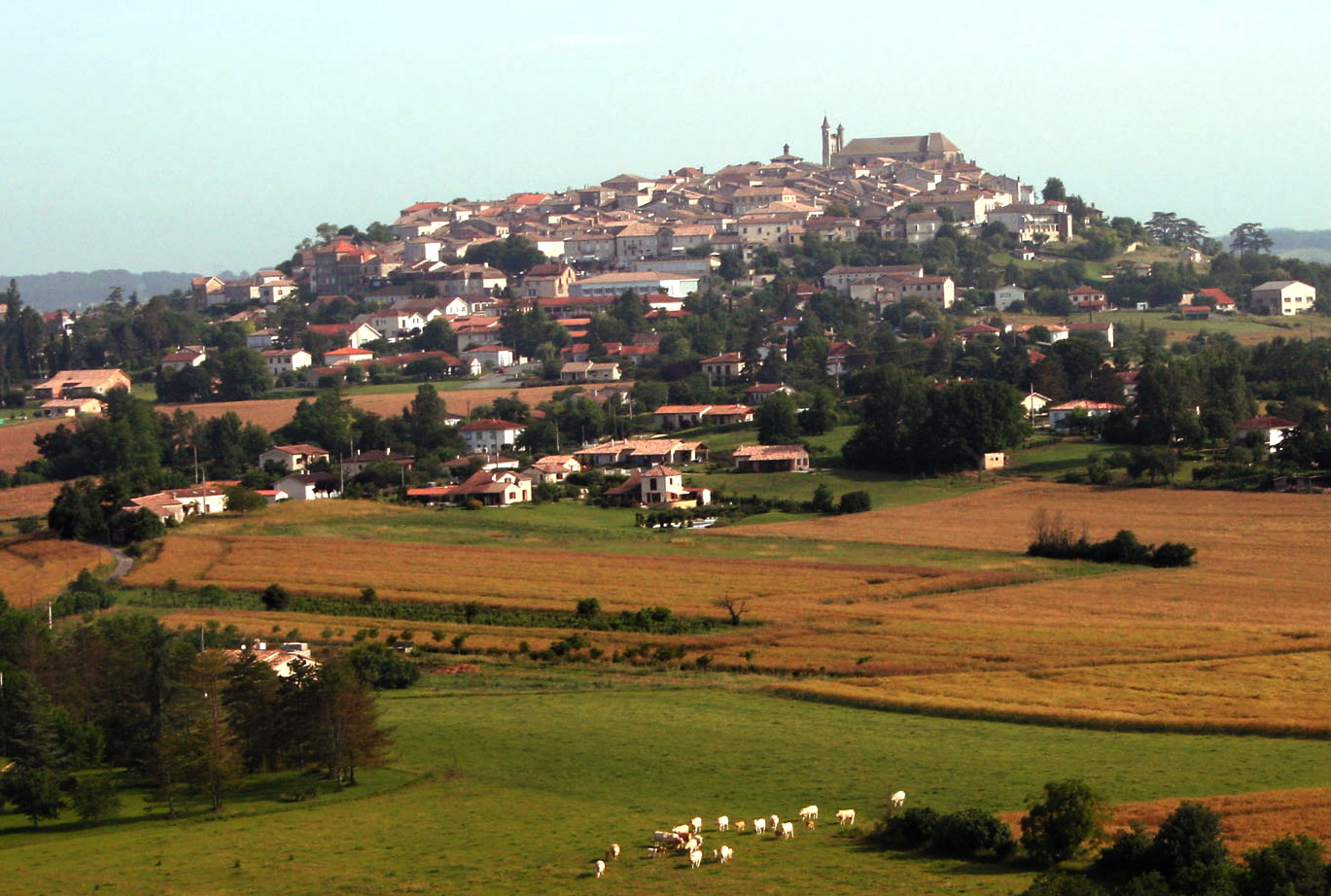
Monflanquin
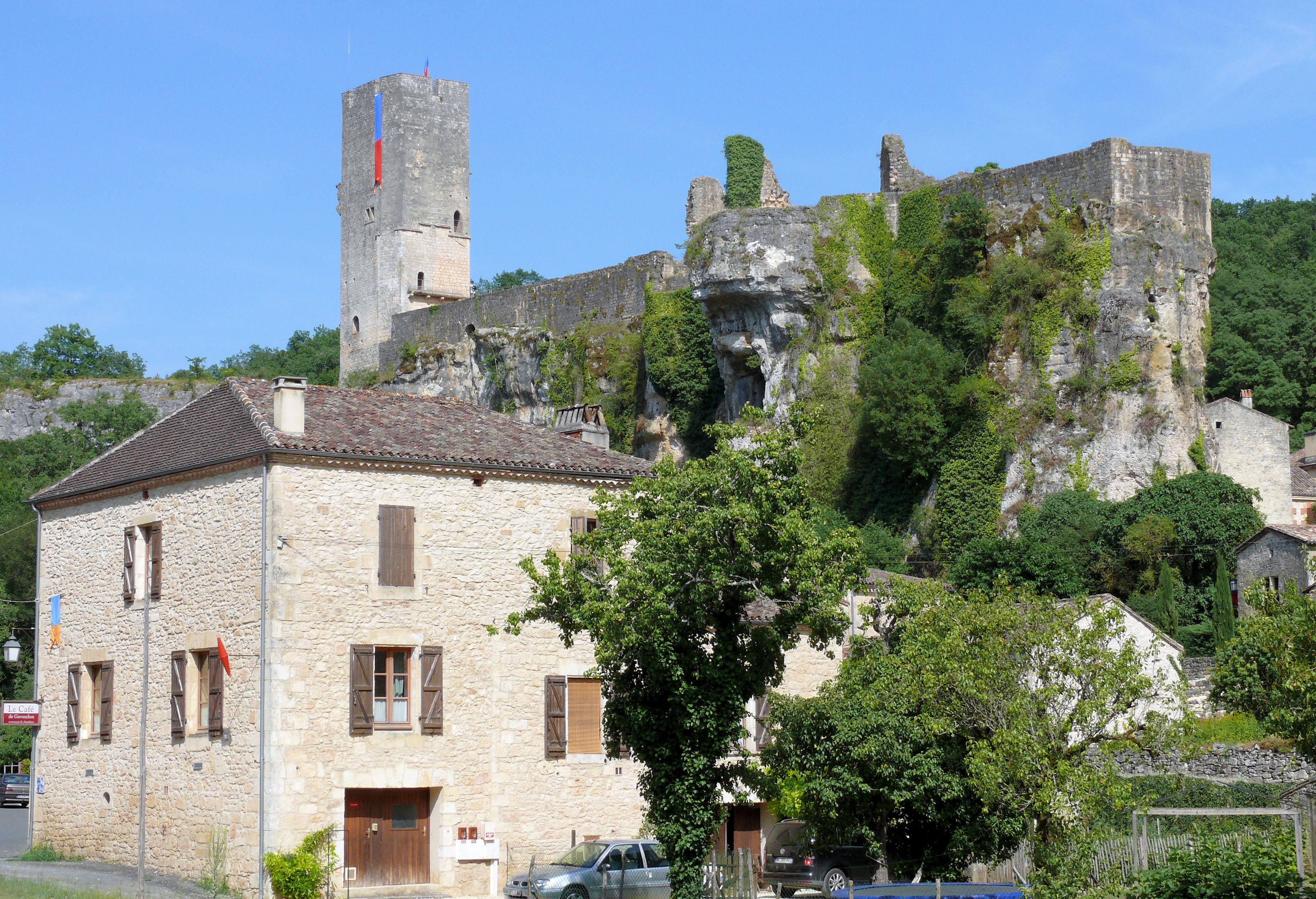
Gavaudun et son château
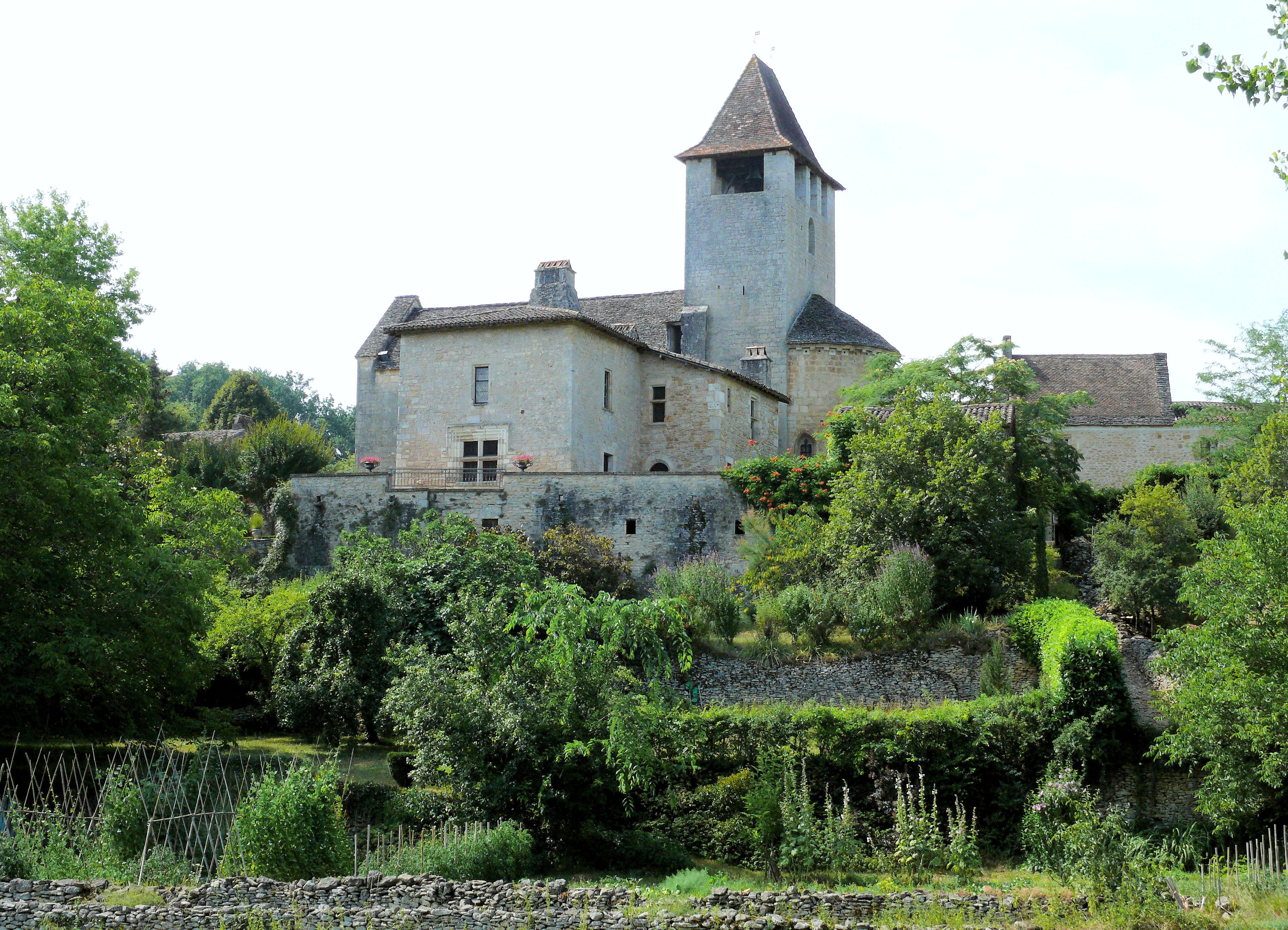
L'église Saint-Avit de Lacapelle-Biron